# Copa Mundial de Baloncesto de 2027
La XX Copa Mundial de Baloncesto Masculino se celebrará en Catar en el año 2027, bajo la organización de la Federación Internacional de Baloncesto (FIBA) y la Federación Catarí de Baloncesto.
Un total de 32 selecciones nacionales de cinco confederaciones continentales competirán por el título mundial.

## Clasificación
| Competición                        | Fecha | Sede | Plazas | Equipos clasificados |
| ---------------------------------- | ----- | ---- | ------ | -------------------- |
| País anfitrión                     | —     | —    | 1      | Catar                |
| Clasificación de FIBA África       | 2027  | —    | 5      |                      |
| Clasificación de FIBA Américas     | 2027  | —    | 7      |                      |
| Clasificación de FIBA Asia/Oceanía | 2027  | —    | 7      |                      |
| Clasificación de FIBA Europa       | 2027  | —    | 12     |                      |
| TOTAL                              |       |      | 32     | 1                    |